# Mörsils församling
Mörsils församling var en församling i Härnösands stift och i Åre kommun i Jämtlands län. Församlingen uppgick 2006 i Västra Storsjöbygdens församling.

## Administrativ historik
Församlingen har medeltida ursprung.
Församlingen var till 1 maj 1925 annexförsamling i pastoratet Undersåker och Mörsil som omkring 1350 utökades med Åre och Kalls församlingar. Från 1 maj 1925 till 1 maj 1928 var den annexförsamling i pastoratet Undersåker, Mörsil, Kall och Undersåkers lappförsamling, från 1 maj 1928 till 1942 annexförsamling i pastoratet Undersåker, Mörsil och Undersåkers lappförsamling och från 1942 till 1962 annexförsamling i pastoratet Undersåker och Mörsil. Från 1962 till 2006 var församlingen moderförsamling i pastoratet Mörsil och Mattmar. Församlingen uppgick 2006 i Västra Storsjöbygdens församling.

## Komministrar
| 1904–1914 | Erik Ögren | 1865– | Senare kyrkoherde i Stöde församling. |

## Kyrka
- Mörsils kyrka